# Chaetopterygopsis maclachlani
Chaetopterygopsis maclachlani är en nattsländeart som beskrevs av Stein 1874. Chaetopterygopsis maclachlani ingår i släktet Chaetopterygopsis och familjen husmasknattsländor. Inga underarter finns listade i Catalogue of Life.